# Комуністична партія Польщі
Комуністична партія Польщі, скорочено КПП (пол. Komunistyczna Partia Polski, KPP) — революційна комуністична партія, що діяла в Польщі в 1918—1938 роках, до 1925 року називалася Комуністичною робітничою партією.

## Заснування
КРПП була заснована 16 грудня 1918 року внаслідок об'єднання Соціал-демократії Королівства Польщі та Литви (СДКПіЛ) та Польської соціалістичної партії — левиці (ППС-левиці). У березні 1919 року представник КРПП Йосип Уншліхт брав участь у установчому з'їзді Комуністичного інтернаціоналу, а липні партія офіційно партія приєдналася до Комінтерну. У 1919 році КРПП брала участь у парламентських виборах, отримавши 2 місця у Сеймі.
У 1919—1920 роках у партію вливаються уламки великих єврейських організацій: польського Бунда, «Поалей Ціон» та «Vereinigte» («Об'єднання»), а також Білоруської соціалістичної партії та Української соціал-демократичної робітничої партії. В 1920 до КРПП приєднується ліве крило Польської соціалістичної партії (ППС). До партії постійно вливаються представники інших лівих та соціалістичних організацій Польщі.
За підтримку РРФСР у Радянсько-польській війні 1919—1921 років КРПП було заборонено і діяло нелегально. Компартія виступала проти окупації Польщею Західної України та Західної Білорусії. Після початку контрнаступу Червоної Армії 30 червня 1920 року в Білостоку з членів КРПП та Польського бюро ЦК РКП(б) було утворено Тимчасовий революційний комітет Польщі (Польрівком). До його складу увійшли: Юліан Мархлевський (голова), Фелікс Дзержинський, Едвард Прухняк, Йосип Уншліхт, Фелікс Кон, Бернард Закс, Станіслав Бобинський, Тадеуш Ридванський. Орган функціонував на територіях, що знаходилися під контролем Червоної Армії, та здійснив на них націоналізацію промисловості, конфіскацію великої земельної власності та інші заходи.

## Демократичний період
У відносно демократичний період 1921—1926 років партія продовжувала діяти нелегально. До 1923 налічувала у своїх рядах 5 000 членів. Партія має вплив серед профспілок та під ім'ям Союзу міського та сільського пролетаріату (Związek Proletariatu Miast i Wsi) бере участь у виборах 1922 року, в результаті яких отримує підтримку 130 000 виборців та 2 депутатські крісла в Сеймі.
Другий з'їзд компартії, що проходив у Москві у вересні — жовтні 1923 року, переглянув ставлення до селянського, земельного та національного питань. Відбувається перегляд позицій, пов'язаних з теоретичною спадщиною Рози Люксембург, яка серйозно визначала політичну лінію партії. Ця спадщина характеризувалася трьома основними пунктами: відмова від ленінського гасла «національного самовизначення»; відмова від ленінського тактичного гасла «землю селянам»; відмова від диктатури пролетаріату як засобу терору. Насамперед, для польської компартії було важливим питання національного самовизначення. Навіть після підписання Ризького мирного договору 1921 року вона не погоджувалася визнавати незалежну Польську республіку та її межі, затверджені відповідно до цього договору.
У 1923 році як автономні організації в КРПП вливаються Комуністична партія Західної Білорусії та Комуністична партія Західної України. На з'їзді до Політбюро ЦК КРПП обираються Адольф Варський, Генрік Валецький та Віра Костшева.
Усередині партії існували різні думки як щодо опозиції Троцького, а й опозиції Брандлера всередині Комуністичної партії Німеччини. У грудні 1923 року Політбюро КРПП відправляє листа до Центрального комітету ВКП(б) на захист Троцького. У листі, зокрема, говорилося:
|  | …для нашої партії, для всього Інтернаціоналу, для всього світового революційного пролетаріату ім'я товариша Троцького нерозривно пов'язане з переможною Жовтневою революцією, з Червоною Армією, з комунізмом та світовою революцією». |

На початку 1925 року у Мінську під гаслом «більшовізації партії» відбувся третій з'їзд КРПП. На перше місце у партії починає висуватися прихильник Сталіна Юліан Ленський (Ліщинський). На з'їзді партію було перейменовано на Комуністичну партію Польщі.

## Санація
У травні 1926 року у ситуації економічної кризи та зростання безробіття Юзеф Пілсудський здійснює державний переворот. Керівництво Комуністичної партії на чолі з Варським підтримує переворот, вважаючи його шляхом до «революційно-демократичної диктатури». У Варшаві члени КПП беруть участь у вуличних зіткненнях із прихильниками уряду Вінсента Вітоса, який вони вважають фашистським. 13 травня спільно з Польською соціалістичною партією організують загальний страйк. Проте незабаром Комінтерн визнає дії керівництва польської компартії хибними.
Обговорення «травневої помилки» та самого перевороту 1926 року відбулося на четвертому з'їзді КПП, який проходив у травні — серпні 1927 року в Москві. Відбувається розкол на більшість (праві) і меншість (ліві). Прибічники Ленського («ліва фракція») стверджували, що переворот був фашистським, «праві» ж — Варський, Костшева та інші — вважали його початком військової диктатури, що має тенденції до фашизму. Боротьба між двома фракціями тривала до кінця 1920-х років.
У 1920-1930-х роках КПП агітує робітників і селян на боротьбу з «санаційним режимом», організує численні страйки та бойові виступи (загальні страйки лодзинських текстильників у 1928, 1933, 1936 та інших роках). Незважаючи на тиск та репресії, Комуністичній партії вдається зберегти своє представництво в Сеймі до виборів 1935.
У 1930-х роках КПП налічувала близько 20 000 членів. Багато комуністів були ув'язнені: у 1930 році було заарештовано 3 775 осіб, у 1931 році — 3 507 осіб, у 1932 році — 6 982 особи. З ініціативи Компартії у Польщі було створено широку мережу легальних лівих газет (понад 300 назв). Центральним органом партії була нелегальна газета «Czerwony Sztandar» («Червоний прапор») та журнал «Nowy Przegląd» («Новий огляд»)

## Громадянска війна в Іспанії
Члени КПП брали участь у Громадянській війні в Іспанії. Польські комуністи воювали у складі інтербригади «Домбровський».

## Лінія Комінтерну
Кінець 1920-х — початок 1930-х років знаменується т.з. «третім періодом» Комінтерну. У контексті цієї тактики в 1930 році проходить п'ятий з'їзд польської компартії, на якому ППС характеризується як фашистська партія і оголошується про швидке настання революції. Проте до середини 1930-х років тактика змінюється. У 1935—1937 роках, згідно з рішеннями сьомого конгресу Комінтерну, КПП виступає за об'єднання дій комуністів, соціалістів та інших сил у спільній боротьбі з фашизмом.
Фракційна боротьба в партії почала згасати у 1928—1933 роках. Лідери «правих» були відтіснені з керівних постів. 1929 року генеральним секретарем Компартії стає Юліан Ленський. До кінця 1930-х років репресії торкаються вже Ленського та його прихильників. У Радянському Союзі були розстріляні провідні діячі КПП: Адольф Варський, Йосип Уншліхт, Едвард Прухняк, Віра Костшева, Генрік Валецький, Юліан Ленський та багато інших польських комуністів, таких як письменник Бруно Ясенський. Разом із КПП були розгромлені її складові: Комуністична партія Західної України та Комуністична партія Західної Білорусії.
16 серпня 1938 року Виконком Комінтерну оголосив польську компартію «шкідницькою» та проголосував за її розпуск. Після розпуску КПП польські комуністи продовжували діяти у профспілках та інших громадських організаціях. У січні 1942 року колишні члени КПП на чолі з Марцелієм Новотком, Павлом Фіндером, Малгожатою Форнальською, Болеславом Молоєцьом та іншими стали ініціаторами створення Польської робітничої партії. У 1956 році КПРС, компартія Італії, компартія Болгарії, компартія Фінляндії та Польська об'єднана робітнича партія у спільній заяві визнали розпуск КПП у 1938 році необґрунтованим.